# Хварстно
Хварстно (пол. Chwarstno, нім. Horst) — село в Польщі, у гміні Венґожино Лобезького повіту Західнопоморського воєводства.
Населення — 116 осіб (2011).
У 1975-1998 роках село належало до Щецинського воєводства.

## Демографія
Демографічна структура станом на 31 березня 2011 року:
|          | Загалом | Допрацездатний вік | Працездатний вік | Постпрацездатний вік |
| -------- | ------- | ------------------ | ---------------- | -------------------- |
| Чоловіки | 59      | 12                 | 42               | 5                    |
| Жінки    | 57      | 14                 | 29               | 14                   |
| Разом    | 116     | 26                 | 71               | 19                   |